# مهندسی معدن
مهندسی معدن (به انگلیسی: Mining engineering) مجموعه علوم و فنونی است که از اکتشاف یک کانسار (ذخیره معدنی با ارزش اقتصادی) آغاز و تا فرآوری آن ادامه می‌یابد. مهندسی معدن به عنوان اولین رشتهٔ مهندسی آکادمیک تاریخ برای اولین بار در انگلستان پایه گذاری شده‌ است. اولین علمی است که بشریت از ابتدای وجود خود تاکنون با آن ارتباط نزدیکی داشته‌است. این حرفه به علت شرایط سخت کاری، یکی از ۱۰ حرفه دشوار جهان شناخته شده‌است.

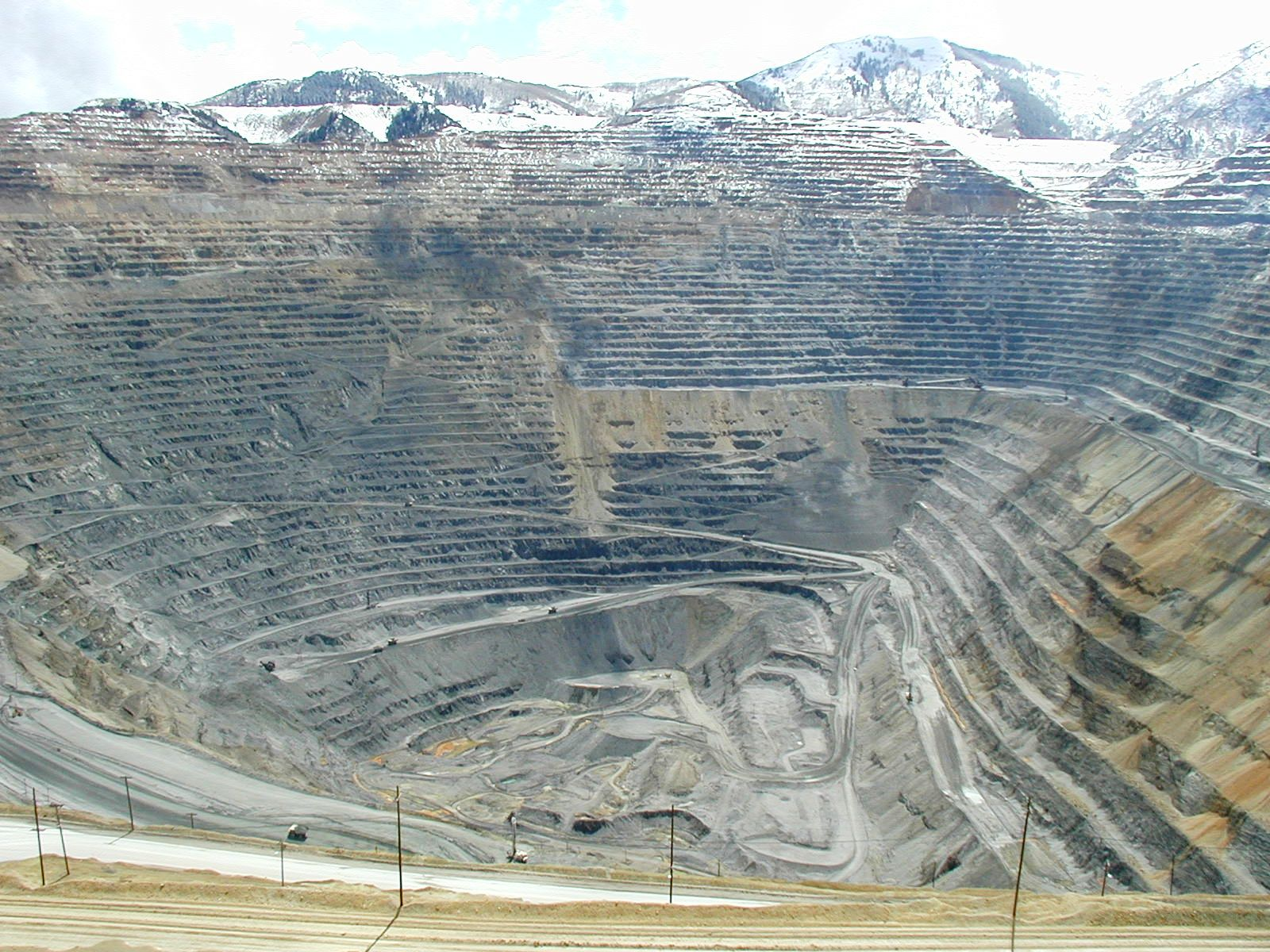
این معدن روباز در جنوب غربی شهر سالت‌لیک سیتی (Salt lake City) در ایالت یوتا قرار گرفته‌است به نام معدن مس کنی‌کات (Kennecott) نیز شناخته می‌شود. این معدن بزرگ‌ترین و عمیق‌ترین گودال حاصل از حفاری حال حاضر جهان می‌باشد.

## تاریخچهٔ مهندسی معدن
از دوران ماقبل تاریخ تا به امروز، معدن نقش برجسته‌ای در پایداری بشریت ایفا کرده‌است. از آغاز تمدن مردم از سنگ و سرامیک استفاده می‌کردند تا که بعدها از فلزات سطحی زمین و نزدیک به سطح زمین بهره‌برداری کردند. تمامی این‌ها به عنوان سلاح یا ابزار زندگی مورد استفاده قرار می‌گرفتند. برای مثال سنگ چخماق با کیفیت بالا در شمال فرانسه و جنوب انگلستان برای تولید آتش و شکستن سنگ‌ها مورد استفاده قرار می‌گرفته‌است. معادن سنگ چخماق در مناطق گچی کشف شدند جایی که چاه‌هایی در درون درز و شکاف‌ها در زیرزمین تعبیه شده بودند تا به محل‌های برداشت برسند. قدیمی‌ترین معدن شناخته شده در آثار باستانی لاین کیو (Lion Cave) در سوازیلند است در این معدن سن یابی نیمه عمر کربن حدود ۴۳۰۰۰ سال را نشان می‌دهد. در دوره دوم عصر حجر قدیم یا کهنه سنگی مردم از این معدن هماتیت استخراج می‌کردند.
رومیان باستان نوآوران مهندسی معدن بودند. رومیان روش‌های معدنی را در مقیاس‌های بزرگ گسترش دادند، شاید قابل توجه ترین فعالیت‌ها استفاده از روش‌های هیدرولیک بود، آن‌ها حجم وسیعی از آب را با استفاده از چندین قنات به معادن دست بالا انتقال می‌دادند، سنگ در معرض یک آتش محیطی قرار می‌گرفت و با آب به آن شوک حرارتی داده می‌شد در نتیجه سنگ ترک خورده و خرد می‌شد. همچنین رومی‌ها در برخی معادن خود از ماشین آلاتی با قدرت آب استفاده میکرند.

## جایگاه راهبردی صنعت و معدن در اقتصاد ایران
بانک مرکزی اخیراً در قالب نشریه نماگرهای اقتصادی (شماره ۷۴)، آمارهای مهم اقتصادی را تا سه‌ماهه سوم سال ۱۳۹۲ منتشر کرده‌است. نگاهی به این آمارها نشان می‌دهد که در سال‌های اخیر صنایع و معادن در مجموع حدود ۲۵ درصد از اقتصاد ایران را تشکیل می‌دهد. بخش صنایع و معادن شامل زیربخش‌های صنعت و معدن، ساختمان و آب و برق و گاز می‌باشد. در این تقسیم‌بندی بخش ساختمان ۹٫۸ درصد و بخش صنعت و معدن نیز ۱۳٫۶ درصد از تولید ناخالص داخلی کشور سهم دارند. به این ترتیب، صنایع و معادن (البته بدون احتساب بخش نفت و گاز که مهم‌ترین صنعت کشور به حساب می‌آید) در مجموع یک چهارم اقتصاد ایران را تولید می‌کند.
اگر از نظر بخشی به صنعت و معدن توجه شود، در این صورت با نگاهی به سهم ۱۳٫۶ درصدی از تولید ناخالص داخلی، می‌توان گفت که بخش صنعت در همین حد در اقتصاد ایران نقش دارد. با این وجود باید توجه کرد که اهمیت بخش صنعت و معدن بیش از رقم سهم آن در اقتصاد ملی است. ارتباط بالایی که بین بخش صنعت و معدن و سایر بخش‌های اقتصاد ملی وجود دارد، اهمیت این بخش را افزایش می‌دهد. ارتباطات پسین و پیشین بخش‌های مختلف صنعتی و معدنی با یکدیگر و نیز با سایر بخش‌های اقتصادی از جمله کشاورزی، نفت و انرژی و ساختمان سبب شده‌است تا قلمرو فعالیت بخش صنعت و اثرگذاری آن فراتر از بخش صنعت و معدن باشد. به عنوان مثال، صنعت پتروشیمی حلقه واسط بین صنعت نفت و بخش صنعت و معدن کشور است که با طیف وسیعی از صنایع از صنایع تولید ماشین‌آلات، و تجهیزات و نیز صنایع ساختمانی در بالادست گرفته تا صنایع خودروسازی، شیمیایی و لاستیک و پلاستیک و نیز کشاورزی در پایبنداست ارتباط دارد.
همچنین بخش ساختمان به عنوان بخشی مجزا از بخش صنعت و معدن برای تأمین نیازهای خود به صنایع تولید مصالح ساختمانی نظیر صنایع سیمان، صنایع فلزی، لاستیک و پلاستیک و صنایع شیمیایی نیازمند است. در کشاورزی نیز از ماشین‌آلات سرمای‌های گرفته تا مواد اولی‌های مانند کود و سم در بخش صنعت تولید می‌شوند که برای توسعه و مکانیزاسیون کشاورزی ملزوماتی حیاتی هستند. از این رو باید گفت که اهمیت بخش صنعت و معدن فراتر از سهم آن در تولید ناخالص داخلی بوده و باید توسعه این بخش را به عنوان محور توسعه اقتصاد کشور تعریف کرد.
علاوه بر ارتباطات پیشین و پسین بخش صنعت و معدن با سایر بخش‌های اقتصاد ایران، این بخش از منظر توسعه و انتشار فناوری نیز اهمیت بالایی دارد. فناوری شامل مؤلفه‌های مهمی از جمله ماشین‌آلات، نیروی انسانی متخصص، اطلاعات و سازماندهی است. به عبارت بهتر، فعالیتی را که در آن از ماشین‌آلات و افزارهای پیچیده‌تر و مدرن استفاده می‌شود، نیروی انسانی با سطح تخصص و مهارت بالاتری به کار گرفته می‌شود، سیستم‌های اطلاعاتی مدرن و به روز به کار گرفته می‌شود و سازماندهی کلی عوامل تولید در آن به شکلی مدرن صورت گرفته‌است را باید فعالیتی با سطح فناوری بالا دانست. از این منظر بخش صنعت و معدن در کشور جایگاهی حساس دارد چرا که حداقل یکی از این عناصر در آن در سطح بالایی از پیچیدگی فعالیت می‌کنند. بسیاری از صنایع کشور که جزء صنایع با فناوری بالا محسوب می‌شوند، در زیر مجموعه بخش صنعت و معدن قرار دارند از جمله صنایع هوافضا، داروسازی و صنایع تولید ابزار دقیق. بدیهی است که تبحر کارآفرینان ایرانی در این صنایع سبب انتشار فناوری به سایر بخش‌ها شده و توسعه این بخش سایر بخش‌ها را نیز منتفع خواهد کرد. از این رو است که باید به بخش صنعت و معدن نگاهی استراتژیک و راهبردی داشت.
بخش صنعت و معدن کشور علاوه بر نیروی کار متخصص، به ماشین‌آلات مدرن نیز وابسته است. آمارهای بانک مرکزی نشان می‌دهند که در سال‌های اخیر بین ۳۶ الی ۴۰ درصد از سرمایه گذاری در ماشین‌آلات کشور در بخش صنایع و معادن انجام شده‌ است. ماشین‌آلات صنعتی یکی از مسیرهای انتقال فناوری و افزایش بهره‌وری هستند. با توجه به سهم ۲۵ درصدی صنایع و معادن از اقتصاد کشور، به این ترتیب این بخش تقریباً ۱٫۵ برابر بیش از سهمی که از تولید ناخالص داخلی دارد ماشین‌آلات سرمایه گذاری شده در کشور را به کار گرفته‌ است. این درحالیست که این رقم در بخش خدمات تقریباً ۱ و در بخش کشاورزی تقریباً ۰٫۶ برابر است. این رقم‌ها نشان می‌دهند که سرمایه گذاری در ماشین‌آلات برای توسعه این بخش بیش از سایر بخش‌های اقتصاد ایران اهمیت دارد و لذا حفظ رقابت‌پذیری این بخش از اقتصاد ایران، علاوه بر به‌کارگیری نیروی کار متخصص، نیازمند دسترسی به ماشین‌آلات مدرن و به روز می‌باشد.
در پایان باید گفت که توسعه صنعتی توسعه همه‌جانبه اقتصادی را دربردارد و از سوی دیگر دستیابی به توسعه صنعتی نیز نیازمند وجود یک راهبرد توسعه منسجم و عملیاتی و نیز عزم جدی ملی برای حرکت در  مسیر توسعه معادن است.

## گرایش‌ها
مهندسی معدن دارای ۴ گرایش اصلی کارشناسی استخراج، اکتشاف، فرآوری مکانیک سنگ و تونل‌سازی و ۴۰ گرایش تخصصی مانند ابزار، ماشین آلات، حفاری و… می‌شود.
مراحل این رشته عبارت‌اند از:
1. پی جویی
2. اکتشاف اولیه
3. اکتشاف تفضیلی
4. اکتشاف و استخراج
5. فرآوری
6. بازسازی

اکتشاف کانسارها شامل اکتشاف مقدماتی، نیمه تفصیلی و تفصیلی است با پایان هر مرحله از اکتشاف مهندسان اکتشاف با توجه به افزایش یا کاهش احتمالات کشف و برآورد هزینه‌های انجام شده و قابل پیش‌بینی در مورد ادامه اکتشاف تصمیم می‌گیرند.
هر چند این دانش یکی از دشوارترین دانش‌ها به لحاظ کاربرد است، اما به علت ارتباط نزدیک با طبیعت و در عین حال بهره‌گیری از فنون مهندسی از جذابترین علوم می‌باشد.
استخراج معادن با توجه به فاکتورهای بسیاری نظیر شرایط اقتصادی و فنی و قابلیت دسترسی به کانسار و… به دو صورت کلی روباز و زیر زمینی انجام می‌گیرد.معدنکاری روباز تا زمانی ادامه پیدا می‌کند که دیگر استخراج به صورت روباز به صرفه نباشد و پس از آن استخراج به روش زیر زمینی صورت می‌گیرد.

## رسانه‌های تخصصی مهندسی معدن
- رادیو معدن [۵]
- روزنامه صمت
- معدن ۲۴
- معدن نامه
- ماین نیوز
- معدن نیوز
- مس پرس
- مهندستان

## در ایران
در ایران دانشگاه‌های مختلفی ارائه دهندهٔ مهندسی معدن در مقاطع مختلف دانشگاهی هستند.
- دانشگاه آزاد اسلامی (دانشکده فنی و مهندسی واحد تهران جنوب)
- دانشگاه تهران (دانشکده فنی دانشگاه تهران)
- دانشگاه صنعتی امیرکبیر (دانشکده مهندسی معدن، متالورژی)
- دانشگاه تربیت مدرس (دانشکده فنی و مهندسی)
- دانشگاه صنعتی سهند تبریز (دانشکده مهندسی معدن)
- دانشگاه صنعتی شاهرود (دانشکدهٔ مهندسی معدن، نفت و ژئوفیزیک)
- دانشگاه شهید باهنر کرمان (بخش مهندسی معدن)
- دانشگاه صنعتی اصفهان (دانشکده مهندسی معدن)
- دانشگاه صنعتی بیرجند (دانشکده مهندسی معدن و مکانیک )
- دانشگاه یزد (دانشکده مهندسی معدن و متالورژی )

- دانشگاه ولیعصر رفسنجان (عج) (دانشکده فنی و مهندسی)

از پیشتازان در این حرفه می‌باشند.
همچنین لیست زیر شامل دانشگاه‌های دولتی و واحدهای دانشگاه آزاد اسلامی است که مهندسی معدن در آن‌ها به صورت آکادمیک در حال تدریس است. 
- دانشگاه صنعتی همدان
- دانشگاه بیرجند
- دانشگاه صنعتی سهند تبریز
- دانشگاه ارومیه
- دانشگاه صنعتی ارومیه
- دانشگاه بین‌المللی امام خمینی (ره) قزوین
- دانشگاه یزد
- دانشگاه کاشان
- دانشگاه صنعتی اراک
- دانشگاه کردستان
- دانشگاه سیستان و بلوچستان
- دانشگاه گناباد
- دانشگاه زنجان
- دانشگاه لرستان
- دانشگاه محقق اردبیلی
- دانشگاه آزاد اسلامی واحد تهران جنوب
- دانشگاه آزاد اسلامی واحد علوم و تحقیقات
- دانشگاه آزاد اسلامی اردکان
- دانشگاه آزاد اسلامی بافق یزد
- دانشگاه آزاد اسلامی قائم شهر
- دانشگاه آزاد اسلامی شاهرود
- دانشگاه آزاد اسلامی لاهیجان
- دانشگاه آزاد اسلامی کرمان
- دانشگاه آزاد اسلامی محلات
- دانشگاه آزاد اسلامی میمه

## سازمان نظام مهندسی معدن ایران
در حال حاضر سازمان نظام مهندسی معدن ایران و زیر شاخه‌های آن در استان‌ها، با هدف سازماندهی مهندسان این رشته و گرایش‌های مربوط و البته کارشناسان زمین‌شناسی، فرآوری، نقشه‌برداری ایجاد شده‌است. با توجه به وجود پتانسیل‌های معدنی هر منطقه کلیه معادن در حال اکتشاف که مجوز اکتشاف اخذ کرده و جهت تکمیل مراحل طبق طرح اکتشاف تهیه شده از مهندسین معدن گرایش اکتشاف به عنوان مسئول فنی اکتشاف و نظارت بر عملیات اکتشافی بهره برده و همچنین معادنی که در حال بهره‌برداری می‌باشند نیز از مهندسان استخراج به عنوان مسئول فنی معدن و ناظر عملیات استخراج با وظایف سنگین و مسئولیت خطیر انجام وظیفه نموده و اشتغال ایجاد شده، بر اساس تغییرات عدد پی در هرسال و تعرفه مشخص حقوق دریافت نموده و اخیراً تحت پوشش بیمه سازمان تأمین اجتماعی جزء لیست بیمه قرار می‌گیرند که باعث اشتغال تمام وقت می‌شود. قرارداد کارشناسان هر سال تمدید یا تعویض پروژه می‌گردد و این قرارداد در صورت اولین بار با اخذ معرفی نامه از وزارت صنعت، معدن و تجارت هر استان و سپس تهیه شش نسخه قرار داد با حضور بهره‌بردار و مسئول فنی معرفی شده در نظام مهندسی معدن استان مورد نظر فی‌مابین تهیه می‌شود. در صورت تمدید قرارداد مسئول فنی نیازی به معرفی از وزارت صنعت، معدن و تجارت نبوده و فقط در نظام مهندسی معدن قرارداد جدید با تعرفه همان سال بسته می‌شود. مسئولین فنی بهره‌برداری معدن با توجه به وظایف تعریف شده در۳۳ بند حرف اول و آخر در پروژه‌های معدنی را می‌زند و آخر هر ماه نیز گزارش‌های مربوطه شامل: مشخصات محدوده معدنی، روش استخراج ماده معدنی و باطله برداری و نسبت آن‌ها نسبت به ماه قبل، تعداد و مشخصات ماشین آلات معدنی فعال و غیرفعال، میزان تولید ماده معدنی و دپوی باطله، تشخیص نحوه اجرای عملیات معدنی بر اساس محتوی طرح بهره‌برداری، میزان فروش ماده معدنی و عیار آن تهیه شده و به وزارت صنعت، معدن و تجارت استان یا اداره صنعت، معدن و تجارت شهرستان ارائه می‌شود.